# 黒豹天下/ブラックパンサー
『黒豹天下/ブラックパンサー』（黑豹天下）は、1993年の香港のアクション映画。アラン・タン、ブリジット・リン、サイモン・ヤム、レオン・カーフェイ、ディッキー・チョン、ン・カーライ出演。
日本では劇場未公開で、1993年にビデオが発売された。

## ストーリー
裏の仕事が専門の黒豹をリーダーとする部隊「ブラック・パンサー・ ウォリアーズ」は、報酬が高額であればどんな仕事でも引き受けている。
休暇を取るためフランスに向かっていた黒豹の前に、以前カジノで会ったチューが現れる。一戦を交えた後、彼は警察署内から銀の箱を盗み出す仕事を黒豹に依頼する。一旦断ろうとした黒豹だが、超高額な報酬を提示され請け負う。しかしチューの本当の目的は、レッド・ウルフという人物からの指示で黒豹に仕事をさせた後始末することだった。黒豹は早速メンバーを招集し、ブラック・ジャック・ラブ、マンポー・フェイ、黒豹の元恋人ツィンツィンのそれぞれカード、銃、爆破による攻撃を得意とする3人と、マダム・ローズ、チャングの2人の計5人に今回の任務内容を説明する。
翌日、盗む方法を探るため現場のビルへ下見に訪れた5人は、ビルの図面とIDカードを手に入れ、さらに警察署内に入るには特定の人物の体重と手形のデータが必要だということも確認する。アジトに戻った5人はツィンツィンが連れてきたコンピュータの専門家 ロバート・パーキンソンと会うが、4人から全く専門家と思えずただのアホにしか見えないと評される。だが、ツィンツィンが赤ん坊用のおしゃぶりをロバートに咥えさせた途端にコンピュータの天才へと豹変する。そして男性陣は手形を取るため女性に、女性陣は体重のデータを取るため太った男性に接触を図る。無事データを入手して準備を整えた黒豹は、1人警察署に浸入し銀の箱を見つける。そこに依頼者であるチューが乗り込み銀の箱を奪い取ろうとしてきたため、黒豹はチューらの攻撃をかわしながら戦っていたが、隙を突かれ捕らえられてしまう。

## キャスト
※括弧内は日本語吹替
- 黒豹（ブラックパンサー） - アラン・タン（中国語版）（江原正士）
- ツィンツィン - ブリジット・リン（日野由利加）
- ブラック・ジャック・ラブ - サイモン・ヤム（平田広明）
- マンポー・フェイ - レオン・カーフェイ（島田敏）
- ロバート・パーキンソン - ディッキー・チョン
- マダム・ローズ - ン・カーライ
- チャング - ジェニファー・チャン（中国語版）
- エナ - エルシー・チャン（中国語版）
- レッド・ウルフ - ユン・ワー（幹本雄之）
- チュー - メルヴィン・ウォン（中国語版）（荒川太郎）

## スタッフ
- 監督 - クラレンス・フォク（中国語版）
- 脚本 - ツァン・カンチョン
- 製作 - ロバート・タン
- 製作総指揮 - アラン・タン（中国語版）
- 撮影監督 - アーサー・ウォン（中国語版）、ジングル・マー（中国語版）、ジゴ・リー、トニー・チャン、ウィリアム・イム、エリック・チュー
- 編集 - チャン・カーフェイ（中国語版）
- 音楽 - ローウェル・ロー（中国語版）